# Vepvavetemsaf
Sekemraneferkau Vepvavetemsaf  je bil faraon, ki je vladal v drugem vmesnem obdobju Egipta. Egiptologa  Kim Ryholt in Darrell Baker menita, da je spadal v Abidoško dinastijo, njegovega kronološkega položaja znotraj dinastije pa ne določata. Egiptolog Jürgen von Beckerath v njem vidi faraona Trinajste dinastije,  medtem ko ga Marcel Marée umešča v pozno Šestnajsto dinastijo.

## Dokazi
Edini primarni dokaz Vepvavetemsafovega vladanje je izjemno slabo obdelana apnenčasta stela iz Abidosa, ki je zdaj v Egipčanskem muzeju v Kairu (EA 969). Na steli je upodobljen faraon pred bogom Vepvavetom, zavetnikom Abidosa. Stela je iz abidoške delavnice. Drugi znani steli iz te delavnice pripadata faraonu Rahotepu in faraonu Pentiniju. Egiptolog Marcel Marée iz tega zaključuje, da so vsi trije vladali v približno istem času. Prepričan je, da je Rahotepovo in Vepvavetemsafovo stelo izdelal isti mojster, Pantenijevo pa nekdo drug.  Marée trdi, da je Vepvavetemsaf vladal neposredno za Rahotepom. Faraonom ne pripisuje posebne dinastije, trdi pa, da so vladali v pozni Šestnajsti ali zelo zgodnji Sedemnajsti dinastiji.
Drug mogoč dokaz je grafit iz grobnice št. 2 v Beni Hasanu, ki je pripadala nomarhu Amenemhetu iz obdobja Dvanajste dinastije. Grobnica je v Srednjem Egiptu  približno 250 km severno od Abidosa. Von Beckerath je grafit pogojno prebral kot "Sekhemreneferkhau". Dokaz je nezanesljiv, ker se je izvirnik izgubil.

## Dinastija
Kim Ryholt je v svoji študiji o drugem vmesnem obdobju Egipta obdelal idejo Detlefa Frankeja, da je po propadu Trinajste dinastije  in hiški zasedbi Memfisa  nastalo v Srednjem Egiptu neodvisno kraljestvo s središčem v Abidosu. Abidoško dinastijo, ki je vladala zelo malo časa, naj bi sestavljala skupina lokalnih malih kraljev. Ryholt ugotavlja, da je Vepvavetemsaf potrjen samo v Srednjem Egiptu in da njegovo ime vsebuje teoforično sklicevanje na abidoškega boga Vepvaveta. Iz tega sklepa, da je  Vepvavetemsaf verjetno vladal iz Abidosa in najverjetneje pripadal Abidoški dinastiji. Darrell Baker se z njegovimi zaključki strinja, medtem ko Beckerath Vepvavetemsafa umešča  v pozno Trinajsto dinastijo.
Egiptolog Marcel Marée Ryholtovo hipotezo zavrača in uvršča Vepvavetemsafa v pozno Šestnajsto dinastijo. Svojo trditev utemeljuje z dejstvo, da so bile stele Vepvavetemsafa, Pentinija in Rahotepa izdelane v isti delavnici v Abidosu in da so vladali v ozkem časovnem obdobju. Slednjega najpogosteje uvršča v zgodnjo Sedemnajsto dinastijo, s čimer hkrati zanika obstoj Abidoške dinastije.